# Sphaerolaimus ferulaceus
Sphaerolaimus ferulaceus is een rondwormensoort uit de familie van de Sphaerolaimidae.